# Simone Padoin
Simone Padoin (ur. 18 marca 1984 w Gemona del Friuli) – włoski piłkarz najczęściej występujący na pozycji pomocnika. W październiku 2020 roku zakończył piłkarską karierę.

## Kariera klubowa
Simone Padoin jest wychowankiem Atalanty BC. W 2003 roku został zawodnikiem Vicenzy Calcio, który wykupiła połowę praw do jego karty. W debiutanckim sezonie w ekipie „Biancorossich” Padoin rozegrał 23 mecze i strzelił jednego gola, natomiast w kolejnych rozgrywkach na boisku pojawiał się coraz częściej. Przez cztery lata gry dla Vicenzy włoski zawodnik razem z zespołem plasował się w dolnych rejonach tabeli Serie B. Padoin dla swojego klubu zaliczył łącznie 128 ligowych występów.
Następnie Włoch powrócił do Atalanty Bergamo. Od początku sezonu był podstawowym piłkarzem drużyny „Nerazzurrich”. W jej barwach 26 sierpnia w zremisowanym 1:1 pojedynku z Regginą zadebiutował w Serie A. W końcowej tabeli pierwszej ligi Atalanta zajęła dziewiątą lokatę. W pierwszym meczu rozgrywek 2008/2009 przeciwko Sienie Padoin zdobył jedynego gola i zapewnił swojemu klubowi trzy punkty. 22 marca 2009 roku strzelił oba gole dla Atalanty w zremisowanym 2:2 spotkaniu z S.S. Lazio.
31 stycznia 2012 roku został piłkarzem Juventusu. Według mediów wielkim zwolennikiem tego transferu był ówczesny szkoleniowiec Juventusu – Antonio Conte, który miał okazję współpracować już z Padoinem w Atalancie w sezonie 2009/2010. Kwota transferu wyniosła 5 milionów Euro. 17 marca tego samego roku zdobył debiutancką bramkę w barwach klubu z Turynu w meczu przeciwko ACF Fiorentina.
22 grudnia 2014 roku w meczu o Superpuchar Włoch w serii rzutów karnych, jego strzał został obroniony przez Rafaela, co dało zwycięstwo drużynie SSC Napoli. W 2015 roku znalazł się w kadrze Juventusu na finałowy mecz Ligi Mistrzów, rozegrany w Berlinie, przeciwko Barcelonie. Włoch spędził cały mecz na ławce, a jego zespół uległ rywalom 3-1.
W stolicy Piemontu łącznie zdobył 5 tytułów mistrzowskich, 3 Superpuchary oraz 2 Puchary Włoch. 4 lipca 2016 roku, po prawie 5 latach w Juventusie, odszedł do drużyny Cagliari Calcio. 2 października 2016 roku zdobył pierwszego gola w barwach klubu z Sardynii w meczu przeciwko FC Crotone. Przez trzy sezony był podstawowym piłkarzem Cagliari, a jego zespół nie spadł w tym czasie z ligi. Po wygaśnięciu kontraktu w 2019 roku jako wolny zawodnik przeszedł do Ascoli. W październiku 2020 roku Padoin rozwiązał swój kontrakt z zespołem i postanowił zakończyć piłkarską karierę.

## Kariera reprezentacyjna
Padoin ma za sobą występy w młodzieżowych reprezentacjach Włoch. Grał w zespołach do lat 19, 20 oraz 21, dla których łącznie rozegrał 21 meczów. W 2003 roku razem z drużyną do lat 19 sięgnął po mistrzostwo Europy juniorów.